# 欧特勒皮埃尔
欧特勒皮埃尔（法語：Autrepierre，法語發音：[otʁəpjɛʁ]）是法国默尔特-摩泽尔省的一个市镇，位于该省东南部，属于吕内维尔区。

## 地理
欧特勒皮埃尔（48°36'42"N, 6°48'4"E）面积7.75 平方千米，位于法国大東部大區默尔特-摩泽尔省，该省份为法国东北部内陆省份，是洛林的一部分，北邻比利时、卢森堡，北起顺时针与摩泽尔省、下莱茵省、孚日省和默兹省接壤。
与欧特勒皮埃尔接壤的市镇（或旧市镇、城区）包括：阿姆农库尔、阿尔布河畔沙泽勒、贡德雷克松、伊涅、兰特雷、勒派、韦尔德纳勒。

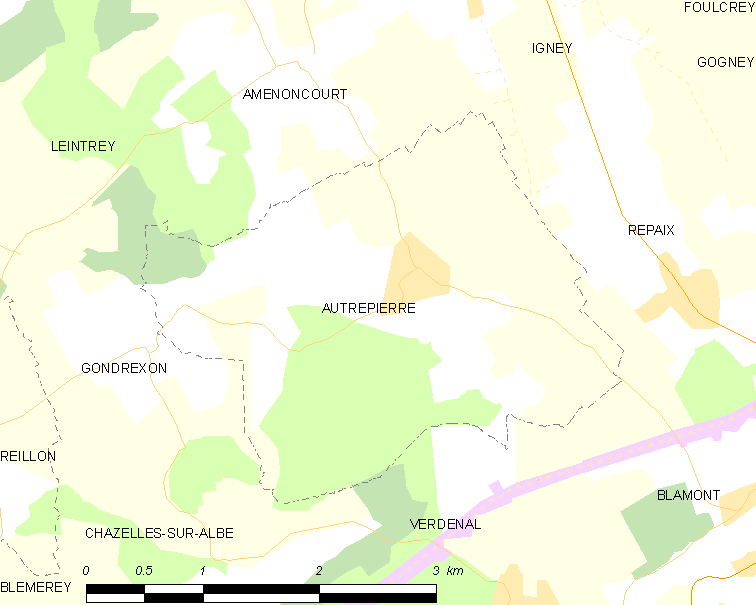
欧特勒皮埃尔的OSM定位图

欧特勒皮埃尔的时区为UTC+01:00、UTC+02:00（夏令时）。

## 行政
欧特勒皮埃尔的邮政编码为54450，INSEE市镇编码为54030。

## 政治
欧特勒皮埃尔所属的省级选区为巴卡拉县。

## 人口

1962-2008年间欧特勒皮埃尔人口变化图示

欧特勒皮埃尔于2022年1月1日时的人口数量为77人。